# I’m Going Slightly Mad
Az I’m Going Slightly Mad a második dal a brit Queen rockegyüttes 1991-es Innuendo albumáról. Bár az egész albumon nem jelölték külön a szerzőséget, mára már tudható, hogy az alapötlete Freddie Mercurytól származik.
Zenéjében egy furcsa, szinte gótikus, vészjósló megszólalás jellemzi, nagyrészt szintetizátorokkal előállított háttérzenével, Mercury monoton basszus énekével. A dalszöveg nagyon furcsa és groteszk: Mercury alapvetően humoros dalnak szánta, de a halálát követően, mint az Innuendo több más dalánál, itt is sokan célzásokat véltek felfedezni a sorok között. Egy fekete-fehér videóklip készült hozzá, egyike az együttes legjellegzetesebb kései filmjeinek, szinte szóról szóra követi a dal szürreális szövegét. Mercury halála után ennek is különleges jelentőséget tulajdonítottak: sokak szerint az AIDS betegek társadalomból való kirekesztettségét ábrázolta.
Kislemezen is megjelent 1991. május 4-én, és mérsékelt sikert aratott Angliában és Európában.

## Keletkezése
Az Innuendo album terve 1990-ben merült fel az együttesben. Mercury akkoriban már szemmel láthatóan beteg volt, és ezt az együttes tagjai is tudták, ezért eleinte nem is egy egész album szerepelt a terveikben, egyszerűen csak haladtak egyik dalról a másikra. Az „I’m Going Slightly Mad” ötlete már az album tervei előtt, 1989 márciusában megvoltak: Mercury egy olyan dalt akart írni, amely féktelen jókedvet fejez ki, ehhez pedig a legőrültebb sorokat találta ki. A szöveg írása közben többször megakadt, és a papír felé hajolva kereste a rímeket. Egy időben jó barátja, Peter Straker segítette a szövegírásban:
Amikor Freddie megírta az „I’m Going Slightly Mad”-et, egy egész éjszaka tartó ötletezés volt a hátuk mögött Peter Strakerrel. Freddie elmagyarázta, hogyan jutott eszébe az „I’m going slightly mad” kifejezés, és hogy elmondta Peternek, milyen dolgot akart kifejezni a dallal. Az inspiráció a groteszk egysorosok mesterétől, Noël Cowardtól jött. Freddie hozzáfogott Peterrel, és összegyűjtöttek egy sor lökött szöveget, egyik viccesebb, mint a másik. Sikított, mikor olyanokat találtak ki, hogy „csak egy tűvel kötök” és „manapság három kereket vezetek”. De a csúcspont az „úgy érzem magam, mint egy banánfa” volt. Lefeküdtem, hogy aludjak, miközben hallgattam a felszálló nevetésüket…– Jim Hutton
A felvételek viszonylag korai szakaszában elkezdtek már dolgozni rajta. Amikor Steve Howe, a Yes együttes gitárosa meglátogatta őket (és eljátszott egy gitárszólót az „Innuendo”-ban), ez volt az egyik dal, amelyet megmutattak neki.

## Zene és szöveg
- I’m Going Slightly MadA monoton, szintetizátoros háttérzene, és Mercury basszus énekhangja határozza meg a dal hangulatát.

Nem tudod lejátszani a fájlt?
A dal merőben szokatlan az együttes egyéb műveihez képest. A hangszerelésnél nagyrészt gépekkel dolgoztak, kevés hagyományos hangszeres közreműködés van rajta, és már rögtön a dal kezdetekor feltűnik a furcsa szintetizátoros alaphang, amely végigkíséri az egész kompozíciót. A tagok középtempós ritmusban kísérik az éneket, Brian May szokásos gitárszólója pedig „szkizofrén módon az atonális életlenség és a dallamosság között egyensúlyozik”. Mercury „»basso profondo« hangon énekel, mintha Boris Karloff és David Bowie keveredése volna”. 4/4-es ütemű, D mollban íródott, és közepesen gyors, percenként 116-os a ritmusa.
A sötét, szinte gótikus hangzású dallamtól elüt a humoros szöveg. Nincs összefüggő értelme a soroknak, legfeljebb két egymást követő sor kapcsolódik össze. Mercury szándékosan ilyen tréfás egysorosokból rakta össze a szöveget, a végeredmény pedig egy szürreális szöveghalmaz lett: „ez a vízforraló átmelegedett/úgy érzem, banánfa vagyok”, „manapság csak három keréken utazok/de mi a helyzet veled, drágám?” Cleo Rocos színésznő később azt nyilatkozta, hogy Mercury közös barátjuknak, Kenny Everettnek azt mondta, hogy a szöveg az AIDS okozta demenciára utal, amelyben ő is érintett volt az utolsó éveiben.

## Megjelenés és fogadtatás
A dal eltérő változatban jelent meg az Innuendo CD lemezes és bakelit lemezes kiadásain: az eredeti változathoz képest a bakelitlemezes mintegy tizenöt másodperccel rövidebb lett, bizonyos instrumentális részek kivágásával. 1991. március 4-én kislemezen is megjelent, és mérsékelt sikert aratott, a 22. helyet érte el a brit slágerlistán. A kislemez borítójára (magához albumhoz, és az arról megjelenő többi kislemezhez hasonlóan) egy XIX. századi Grandville művésznevű francia karikaturista stílusában készült kép került fel. Az „I’m Going Slightly Mad” esetében ez egy furcsa polipszerű szörnyeteg volt. A hátsó borítón egy a „Headlong” című dal videóklipjéből kiragadott kép volt látható. A kritikusok vegyesen fogadták: az AllMusic kritikusa bizarrnak és humorosnak tartotta, a Q magazin szerint úgy hangzik, mint egy „Noël Coward és Napoleon XIV találkozása kabaréjelenet”. Az Entertainment Weekly írója negatív véleménnyel volt a dalról (és az album másik humoros hangvételű számától, a „Delilah”-ról.

## Videóklip
A dal kísérőfilmjét a német DoRo rendezőpáros készítette. Mercury a dalszöveghez hasonlóan egy őrült klipet akart alkotni. Az arcán addigra tévedhetetlenül megjelentek a betegség feltünő jelei, ezért a rendezővel sokat gondolkoztak azon, hogyan enyhítnének a látványon: így jutottak el végül oda, hogy az egész filmet fekete-fehérben vették fel, Mercury arcára vastag sminket kentek, és parókát vett fel. Mindazonáltal a forgatás során a stábtagok is megjegyezték, hogy nagyon rossz állapotban volt, nehezen mozgott, és zárt lábbelit sem szívesen hordott már, mert nagy fájdalmat okozott neki.
A film teljes egészében követi a dal szürreális szövegét, ebben a tekintetben egyedülálló az együttes videóklipjei között. Szerepelt benne egy gorillának öltözött férfi, Roger Taylor háromkerekű biciklin kerekezett, Mercury banánfának öltözött. Az, hogy May pingvinjelmezbe bújjon, Mercury ötlete volt, egy utalás a legelső albumuk hátsó borítóján lévő képre, ahol May szintén pingvinjelmezben pózolt. A klipben a másik három tag kiközösíti Mercury „örült” karakterét, ha melléjük ül a padon, ők arrébb ülnek, egy jelenetben pedig Taylor jelképesen fojtogatja.

## Közreműködők
- Ének: Freddie Mercury
- Háttérvokál: Brian May

Hangszerek:
- Brian May: Red Special
- John Deacon: Fender Precision Bass
- Freddie Mercury: Korg M1 szintetizátor, Yamaha zongora
- Roger Taylor: Ludwig dobfelszerelés

## Kiadás és helyezések
| Helyezések \| Év \| Ország \| Helyezés \| \| ---- \| ------------------------ \| -------- \| \| 1991 \| Brit kislemezlista[11] \| 22 \| \| 1991 \| Belgium Ultratop[12] \| 39 \| \| 1991 \| Francia slágerlista[13] \| 83 \| \| 1991 \| Német slágerlista[12] \| 42 \| \| 1991 \| Ír slágerlista[14] \| 19 \| \| 1991 \| Hollandia MegaCharts[12] \| 20 \| | 7" kislemez (Parlophone QUEEN 17, Anglia) 1. I'm Going Slightly Mad – 4:22 2. The Hitman – 4:55 12" kislemez (Parlophone 12 QUEENG 17, Anglia) / CD (Parlophone CD QUEEN 17, Anglia) 1. I'm Going Slightly Mad – 4:22 2. The Hitman – 4:55 3. Lost Opportunity – 3:49 |          |
| Év | Ország | Helyezés |
| 1991 | Brit kislemezlista | 22       |
| 1991 | Belgium Ultratop | 39       |
| 1991 | Francia slágerlista | 83       |
| 1991 | Német slágerlista | 42       |
| 1991 | Ír slágerlista | 19       |
| 1991 | Hollandia MegaCharts | 20       |

## Külső hivatkozások
- Dalszöveg
- Slágerlistás helyezései. ukmix.org (angolul)